# Cottus princeps
Cottus princeps é uma espécie de peixe da família Cottidae.
É endémica dos Estados Unidos da América.